# Carlo Zecchi
Carlo Zecchi (Roma, 8 luglio 1903 – Salisburgo, 31 agosto 1984) è stato un pianista e direttore d'orchestra italiano.

## Biografia
Ricevette i primi insegnamenti musicali in casa dalla madre, continuando gli studi di pianoforte con Francesco Bajardi e di composizione con Licinio Refice e Alessandro Bustini al Conservatorio Santa Cecilia di Roma. Iniziò a 17 anni una brillante carriera concertistica in Italia e Germania, esordendo a Palermo nel 1921. Dal 1923 studiò a Berlino con Ferruccio Busoni e, alla morte di questi, con Arthur Schnabel. Dopodiché la sua attività di virtuoso si estese a tutte le principali città d'Europa, dell'America e dell'Oriente, "coi più segnalati successi", affermandosi in breve tempo come "uno tra i migliori pianisti della sua generazione".

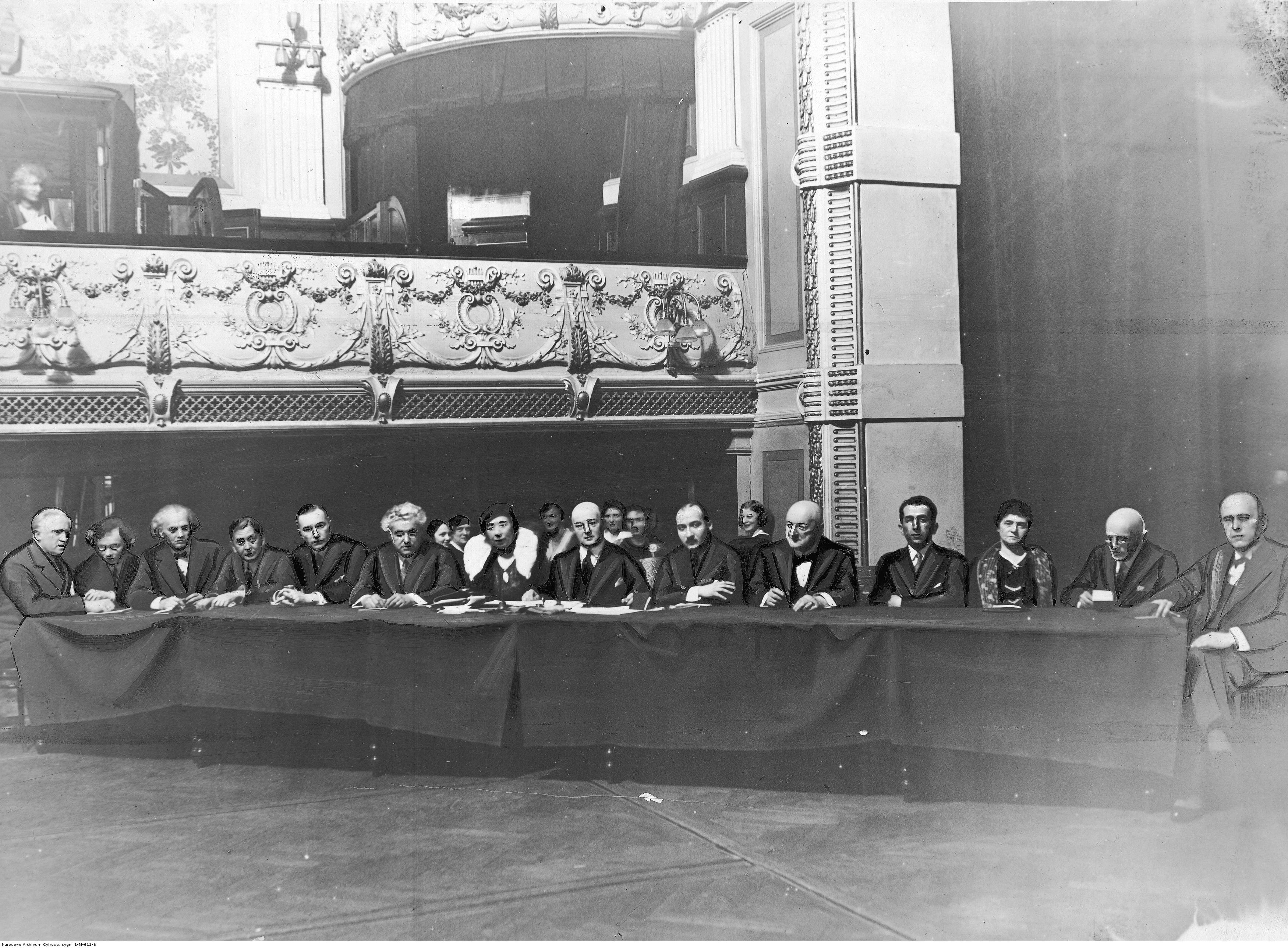
Seconda edizione del Concorso pianistico internazionale Fryderyk Chopin, 6 marzo 1932, fotografia della giuria. Da sinistra: Marian Dąbrowski, Józef Turczyński, Eugeniusz Morawski, Juliusz Kaden-Bandrowski, Józef Śmidowicz, Paul Weingarten (Vienna), Marguerite Long (Parigi), Adam Wieniawski, Carlo Zecchi (Italia), Stanisław Niewiadomski, Zbigniew Drzewiecki, Zofia Rabcewiczowa, Franciszek Brzeziński, Jerzy Żurawlew.

A causa di un incidente, dal 1938 limitò l'attività pianistica alla musica da camera, formando un celebre duo con il violoncellista Enrico Mainardi, le cui esecuzioni sono considerate particolarmente notevoli. Nello stesso anno, studiò direzione d'orchestra in Svizzera con Hans Münch e Antonio Guarnieri, "facendosi applaudire, in seguito, nelle principali città italiane ed europee" e venendo invitato a Vienna a ricoprire la carica di direttore stabile dell'Orchestra Sinfonica nel 1947. Per due anni fu anche sovrintendente dei corsi di direzione orchestrale al Mozarteum di Salisburgo. Ha insegnato pianoforte a Salisburgo e al Conservatorio di Santa Cecilia.

### Stile musicale

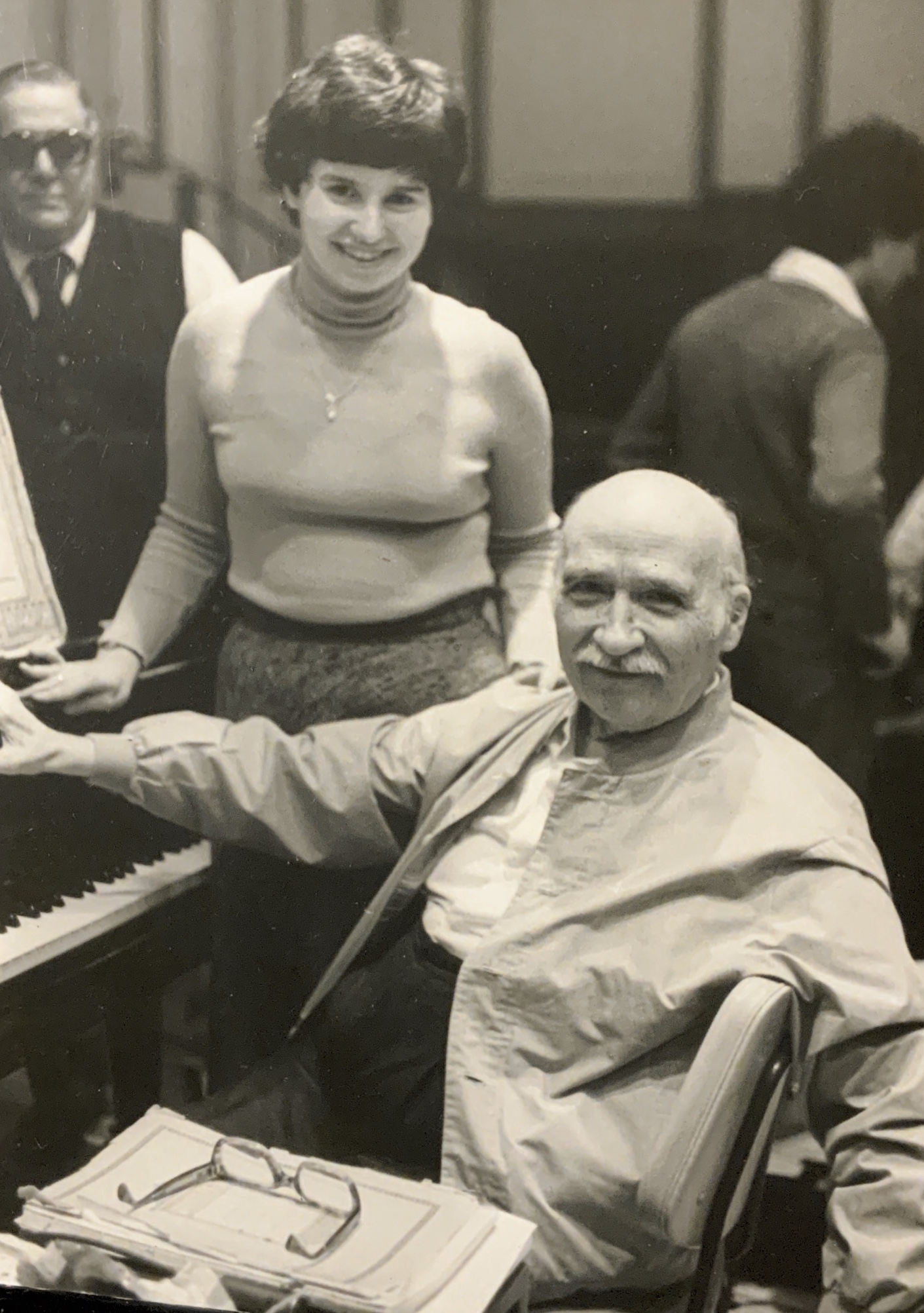
Carlo Zecchi e la pianista Christina Kiss durante una pausa di una prova concertistica.

Zecchi unisce al virtuosismo delicatezza di tocco, dolcezza di suono, ammirevole interpretazione. Il critico musicale del giornale "Berliner Borsenzeitung" scriveva nel 1933:
Carlo Zecchi è uno dei pianisti più eccezionali ch'io conosca. La sua tecnica è straordinaria quanto il suo delicato senso della melodia e del fraseggio. Ascoltarlo eseguire Mozart, è una delle più grandi soddisfazioni immaginabili: la sua interpretazione mette in evidenza tutto ciò che di italiano, di latino e di appassionato è nella musica, pur senza "italianizzare" in alcun modo il compositore.
Anche la critica più recente riconosce in Zecchi una delle figure di pianista e direttore d'orchestra principali del XX secolo.

### Discografia
- Daniele Lombardi (a cura di), Carlo Zecchi – la linea della musica, con testi di: Claudio e Gigliola Zecchi, András Schiff, Reiko Toyama, Riccardo Risaliti, Antonio Latanza, Michele Selvini, Daniele Lombardi, CD allegato con registrazioni d'esecuzioni pianistiche di Carlo Zecchi: Fryderyk Chopin, Franz Liszt, Igor Strawinsky, Domenico Scarlatti, Claude Debussy, W.A. Mozart, Firenze, Nardini, 2005, ISBN 9788840427027.